# 村木雄児
村木 雄児（むらき ゆうじ、1953年 - ）は、陶芸家。

## 経歴
神奈川県に生まれる。1975年、東京デザイナー学院卒業。1976年、瀬戸窯業訓練学校卒業、徳島県・大谷焼の窯元にて修業。1980年、静岡県伊東市池に工房を構える。1987年、沼津市にて初個展、以後各地で個展を開催。
80年代、90年代は粉引を中心に制作を行う。その後、刷毛目、三島手、唐津などを積極的に制作するようになる。小野哲平や青木亮とともに、「現代生活陶芸」を創造、牽引。その作品は、シンプルでありながら、ほのぼのとどこか懐かしくいとおしい表情をしている。